# Wiktorija (stacja kolejowa)
Wiktorija (ukr. Вікторія) – stacja kolejowa w miejscowości Gródek, w rejonie chmielnickim, w obwodzie chmielnickim, na Ukrainie. Położona jest na linii Jarmolińce – Husiatyn.
Stacja istniała w okresie międzywojennym. Położona była wówczas poza miastem, które do czasów współczesnych rozrosło się, wchłaniając tereny wokół stacji.